# Парке Чакабуко (Буэнос-Айрес)

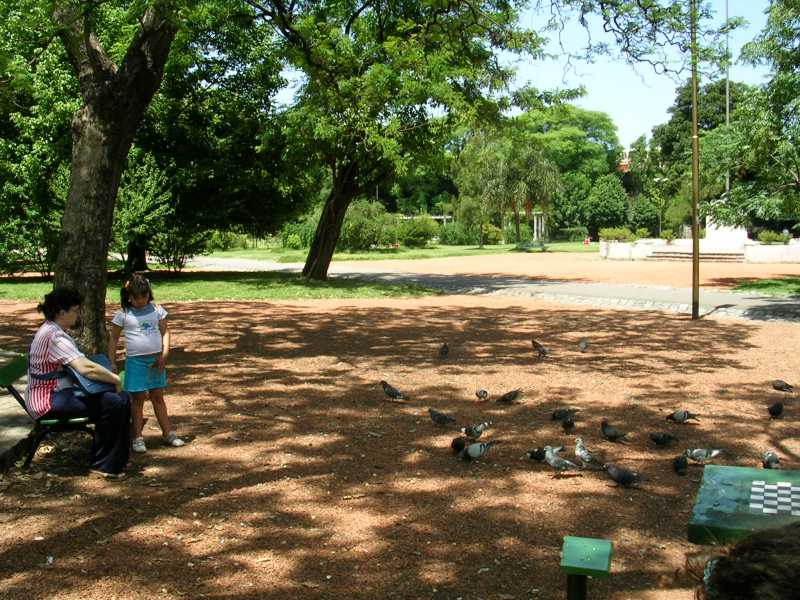
Парк Чакабуко, находится в границах района с таким же именем.

Парк Чакабуко на переднем плане и здания расположенные в этом районе за парком.

Парке Чакабуко  (исп. Barrio Parque Chacabuco) — один из районов Буэнос-Айреса. Район обязан своим названием парку, расположенному в центре района. Парк получил своё название в честь битвы при Чакабуко, в которой одержали победу войска под командованием Хосе де Сан-Мартина в 1817 году.

## Границы района
Район Парке Чакабуко расположен в юго-центральной части города. Он ограничен улицами: Авенида Ла-Плата (номера домов от 1001 до 2199, от пересечения с Авенида Ла-Плата и Авенида Директорио, Авенида Ла-Плата и Авенида Кобо), Авенида Кобо (501—1199), Дель-Барко Сентенера (2001—2299), Авенида Риестра (1601—1999), Камило Торрес и Тенорио (2002—2300), Курапалиге (1802—2000), Авенида Кастенарес (1901—2099), Авенида Карабобо (1700—402), на северо-востоке граничит с Авенида Карабобо (между Авенида Кастенарес и Авенида Эва Перон), Avenida Директорио (1900-2).
Район граничит с районом Флорес на западе, на севере с районом Кабальито, с районом Боэдо на востоке и с районом Нуэва Помпея на юге. Он принадлежит к Коммуне № 7 вместе с районом Флорес.

## Кварталы
Эти кварталы имеют свое собственное имя. В общей сложности таких кварталов семь:
Баттелер: квартал построен в 1907 году, ограничен улицами: Zelarrayán, Senillosa и проспектами Авенида Ла-Плата и Авенида Кобо. Квартал пропагандируется государством в качестве «района дешевого жилья», был назван «рабочим районом»; Закон 4824/05 или «Закон Иригойена».
Кафферата: также район рабочего класса, появился в 1921 году ограничен улицами: Авенида Ассамблея, Авенида Мария Морено, Эстрада и Риглос. Школа 22 «Антонио A Цинни».
Эмилио Митре: квартал появился в 1923 году и ограничен следующими улицами: Авенида Ассамблея, Эмилио Митре, Дель Барко Сентенера ..
В этом районе находится библиотека Эстанислао-дель-Кампо.
Симон Боливар (квартал Curapaligüe или неофициально «Моноблок»): квартал построен в 1953 году, ограничен улицами Curapaligüe, Авенида. Эва Перон, Давила и Бальдомеро Фернандес Морено. Он был построен за счет средств Национального ипотечного банка Plan Quinquenal во время президентства Хуан Доминго Перон.
Корреано: Этот квартал, центр корейской общины в Буэнос-Айресе. Он находится между улицами Авенида Карабобо и Кастанерас; граничит с кварталом Бахо Флорес входящим в состав района Флорес и гигантскими трущобами Баррио-Ривадавия I и II.
В квартале находится католическая церковь Santos Mártires Coreanos.
Вилья 13: квартал ограничен следующими улицами:. Авенида Кастанерас и Авенида Карабобо, Лаутаро и Зелларайан. Этот квартал граничит с районом Флорес.

## Галерея

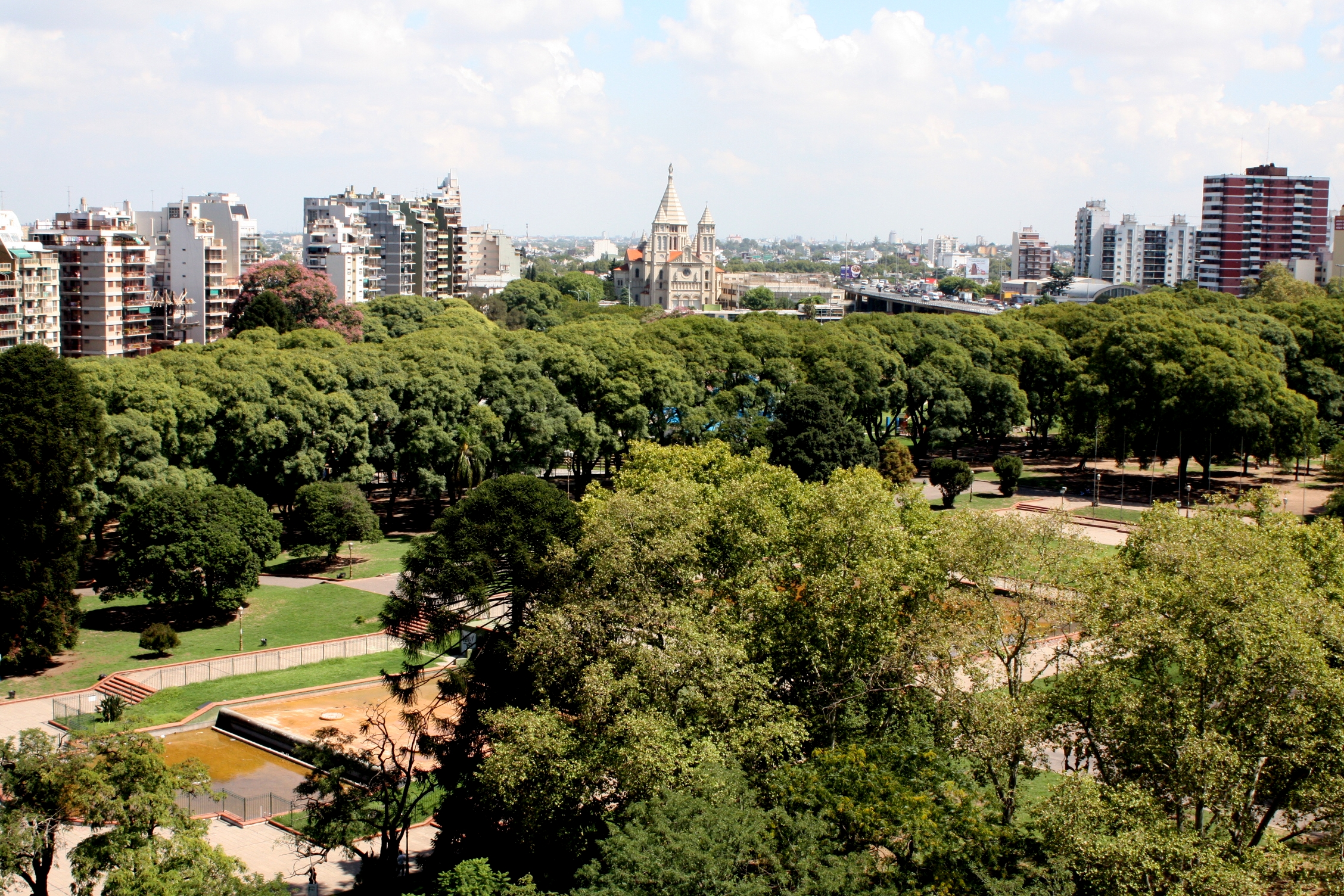
Парк и церковь Medalla Milagrosa.
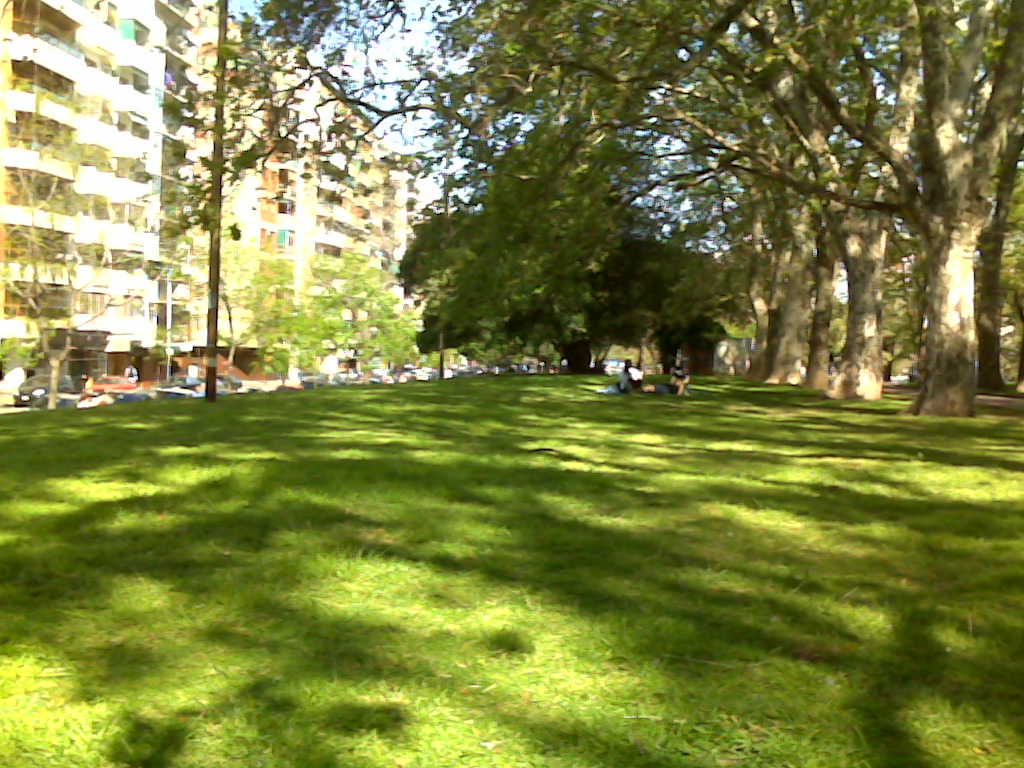
Вид на квартал Эмилио Митре
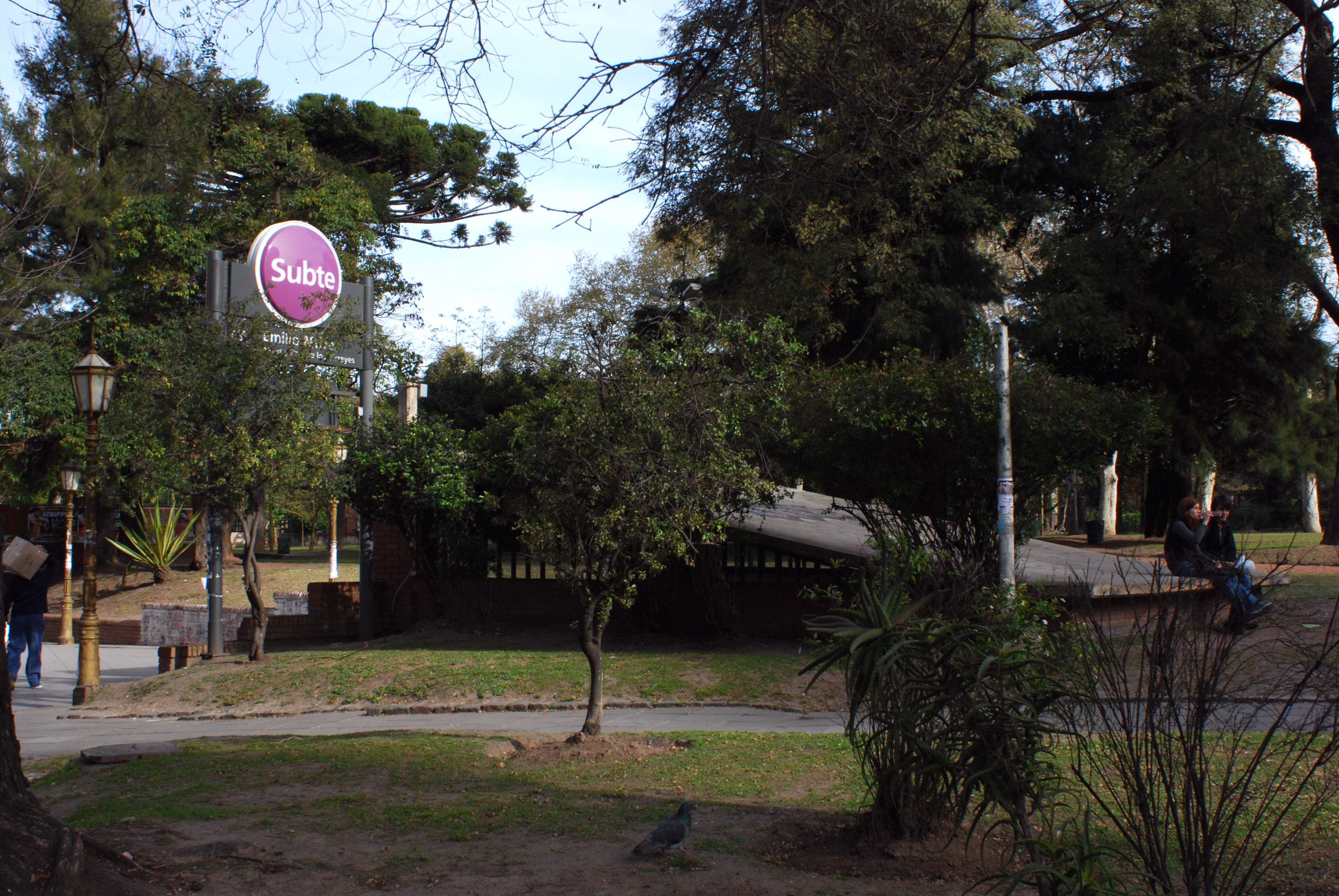
Станция метро Эмилио Митре
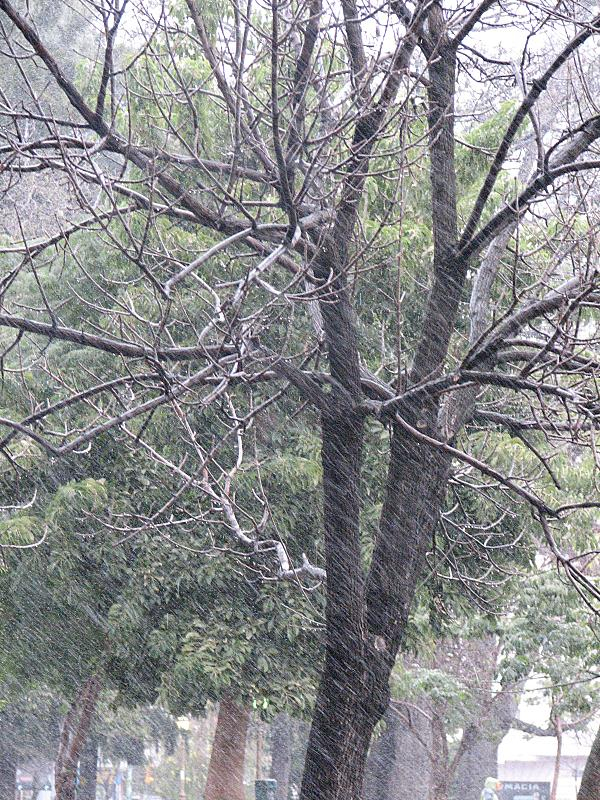
Снег в парке в 2007 году
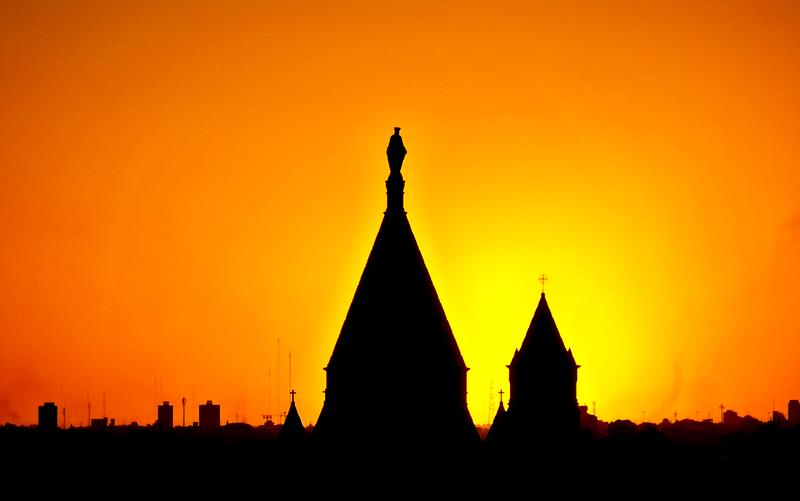
Церковь Medalla Milagrosa